# Linea Barcelona-Vallès
La linea Barcelona-Vallès è una linea della FGC che unisce Barcellona con il Vallès Occidental attraversando la sierra de Collserola. Il capolinea a Barcellona si trova nella centralissima plaça de Catalunya e durante il suo percorso fino a Terrassa e Sabadell si biforca tre volte.
FGC gestisce la linea con otto servizi: tre servizi di metropolitana dentro il municipio di Barcellona e cinque servizi suburbani.
In aggiunta alla denominazione di linea Barcelona-Vallès, FGC utilizza il nome di metro del Vallès per riferirsi ai servizi S1, S2, L6, L12 e la funicolare di Vallvidrera e il nome di linea de Balmes per la L7.

## Caratteristiche

### Percorso
|  |  | Unknown route-map component "extKBHFa" |

|  |  | Unknown route-map component "extHST" |

|  | Unknown route-map component "tKDSTaq" | Unknown route-map component "xtABZg+r" |  |

|  |  | Unknown route-map component "tBHF" |

|  |  | Unknown route-map component "tINT" |

|  | Unknown route-map component "tKBHFa" | Unknown route-map component "tSTR" |  |

|  | Unknown route-map component "tSTR" | Unknown route-map component "tHST" |  |

|  | Unknown route-map component "tINT" | Unknown route-map component "tSTR" |  |

|  | Unknown route-map component "tSTR" | Unknown route-map component "tHST" |  |

|  | Unknown route-map component "tHST" | Unknown route-map component "tSTR" |  |

|  | Unknown route-map component "tSTR" | Unknown route-map component "tSTR" | Unknown route-map component "extKBHFa" |

|  | Unknown route-map component "tHST" | Unknown route-map component "etKRWg+l" | Unknown route-map component "extKRWr" |

|  | Unknown route-map component "tSTRe" | Unknown route-map component "tHST" |  |

|  | Stop on track | Unknown route-map component "tSTRe" |  |

|  | Straight track | Stop on track |  |

|  | Station on track | Straight track |  |

|  | Straight track | Station on track |  |

| Unknown route-map component "KDSTaq" | Junction both to and from right | Straight track |  |

|  | Straight track | Stop on track |  |

|  | Unknown route-map component "eINT" | Straight track |  |

|  | Straight track | Stop on track |  |

|  | Stop on track | Straight track |  |

|  | Straight track | Unknown route-map component "eINT" |  |

|  | Unknown route-map component "BS2l" | Unknown route-map component "BS2r" |  |

|  |  | Station on track |

|  |  | Stop on track |

|  |  | Stop on track |

|  |  | Stop on track |

|  |  | Stop on track |

|  | Unknown route-map component "uextKBHFa" + Unknown route-map component "lINT" | Straight track |  |  |

|  | Unused urban tunnel stop on track | Enter and exit tunnel |  |  |

|  | Unused urban tunnel straight track | Stop on track |  |  |

|  | Unused urban tunnel stop on track | Straight track |  |  |

|  | Unused urban tunnel stop on track + Urban head station in tunnel | Unknown route-map component "tSTRa" |  |  |

|  | Unknown route-map component "utKRWl" | Unknown route-map component "tSTR" + Unknown route-map component "utKRW+r" |  |  |

|  |  | Urban tunnel station on track |

|  |  | Urban tunnel stop on track |

|  |  | Urban tunnel straight track | Urban head station in tunnel |  |

|  |  | Urban tunnel stop on track | Urban tunnel straight track |  |

|  |  | Urban tunnel straight track | Urban tunnel stop on track |  |

|  |  | Urban tunnel stop on track | Urban tunnel straight track |  |

|  |  | Urban tunnel straight track | Urban tunnel stop on track |  |

|  |  | Urban tunnel stop on track + Unknown route-map component "HUBa" | Urban tunnel straight track |  |

|  |  | Urban tunnel straight track + Unknown route-map component "HUBlf" | Urban tunnel stop on track + Unknown route-map component "HUBeq" |  |

|  | Unknown route-map component "utKRWg+l" | Unknown route-map component "utKRWr" |

| Urban tunnel stop on track |

| Unknown route-map component "utINT" |

| Urban End station in tunnel + Unknown route-map component "utKINTe" |

### Riassunto linee
| Rete      | Linee                                           | Percorso                                         |
| --------- | ----------------------------------------------- | ------------------------------------------------ |
| Metro     |                                                 | Plaça Catalunya - Sarrià                         |
| Metro     | Plaça Catalunya - Avinguda Tibidabo             |                                                  |
| Metro     | Sarrià - Reina Elisenda                         |                                                  |
| Suburbans |                                                 | Barcelona-Pl.Catalunya - Terrassa-Nacions Unides |
| Suburbans | Barcelona-Pl.Catalunya - Sabadell-Parc del Nord |                                                  |

## Metropolitana
- Linea 6
- Linea 7
- Linea 12

## Linee suburbane

### S1
| Stazione                   |  |  |  | Municipio                        | Zona |
| -------------------------- |  |  |  | -------------------------------- | ---- |
| Barcellona-Plaça Catalunya |  |  |  | Barcellona (Ciutat Vella)        | 1    |
| Provença                   |  |  |  | Barcellona (Eixample)            | 1    |
| Gràcia                     |  |  |  | Barcellona (Gràcia)              | 1    |
| Muntaner                   |  |  |  | Barcellona (Sarrià-Sant Gervasi) | 1    |
| Sarrià                     |  |  |  | Barcellona (Sarrià-Sant Gervasi) | 1    |
| Peu del Funicular          |  |  |  | Barcellona (Sarrià-Sant Gervasi) | 1    |
| Baixador de Vallvidrera    |  |  |  | Barcellona (Sarrià-Sant Gervasi) | 1    |
| Les Planes                 |  |  |  | Barcellona (Sarrià-Sant Gervasi) | 1    |
| La Floresta                |  |  |  | Sant Cugat del Vallès            | 2C   |
| Valldoreix                 |  |  |  | Sant Cugat del Vallès            | 2C   |
| Sant Cugat                 |  |  |  | Sant Cugat del Vallès            | 2C   |
| Mira-Sol                   |  |  |  | Sant Cugat del Vallès            | 2C   |
| Hospital General           |  |  |  | Sant Cugat del Vallès            | 2C   |
| Rubí                       |  |  |  | Rubí                             | 2C   |
| Les Fonts                  |  |  |  | Terrassa                         | 3C   |
| Terrassa-Rambla            |  |  |  | Terrassa                         | 3C   |
| Vallparadís Universitat    |  |  |  | Terrassa                         | 3C   |
| Terrassa Estació del Nord  |  |  |  | Terrassa                         | 3C   |
| Terrassa Nacions Unides    |  |  |  | Terrassa                         | 3C   |

### S2
| Stazione                         |  |  |  | Municipio                        | Zona |
| -------------------------------- |  |  |  | -------------------------------- | ---- |
| Barcellona-Plaça Catalunya       |  |  |  | Barcellona (Ciutat Vella)        | 1    |
| Provença                         |  |  |  | Barcellona (Eixample)            | 1    |
| Gràcia                           |  |  |  | Barcellona (Gràcia)              | 1    |
| Muntaner                         |  |  |  | Barcellona (Sarrià-Sant Gervasi) | 1    |
| Sarrià                           |  |  |  | Barcellona (Sarrià-Sant Gervasi) | 1    |
| Peu del Funicular                |  |  |  | Barcellona (Sarrià-Sant Gervasi) | 1    |
| Baixador de Vallvidrera          |  |  |  | Barcellona (Sarrià-Sant Gervasi) | 1    |
| Les Planes                       |  |  |  | Barcellona (Sarrià-Sant Gervasi) | 1    |
| La Floresta                      |  |  |  | Sant Cugat del Vallès            | 2C   |
| Valldoreix                       |  |  |  | Sant Cugat del Vallès            | 2C   |
| Sant Cugat                       |  |  |  | Sant Cugat del Vallès            | 2C   |
| Sant Joan                        |  |  |  | Sant Cugat del Vallès            | 2C   |
| Bellaterra                       |  |  |  | Cerdanyola del Vallès            | 2C   |
| Universitat Autònoma             |  |  |  | Cerdanyola del Vallès            | 2C   |
| Sant Quirze                      |  |  |  | Sant Quirze del Vallès           | 2C   |
| Can Feu - Gràcia                 |  |  |  | Sabadell                         | 2C   |
| Sabadell Plaça Major             |  |  |  | Sabadell                         | 2C   |
| La Creu Alta                     |  |  |  | Sabadell                         | 2C   |
| Sabadell Nord                    |  |  |  | Sabadell                         | 2C   |
| Sabadell Parc del Nord           |  |  |  | Sabadell                         | 2C   |
| Pla de la Bruguera(In studio)    |  |  |  | Castellar del Vallès             | 3C   |
| Castellar del Vallès (In studio) |  |  |  | Castellar del Vallès             | 3C   |